# Forças Aéreas do Exército dos Estados Unidos na Austrália
As Forças Aéreas do Exército dos Estados Unidos na Austrália foram a designação de um conjunto de formações aéreas dos Estados Unidos estabelecidas na Austrália durante a Segunda Guerra Mundial. O intuito destas formações era o de defender o continente australiano da ameaça dos japoneses, além de ser uma plataforma para realizar ataques contra a força aérea e a marinha do Japão. Foi a partir daqui, em aeroportos e bases aéreas, que a Quinta Força Aérea conseguiu iniciar a ofensiva contra o Império do Japão.